# Poison (Marvel Comics)
I Poison sono una razza aliena parassita appartenente all'universo Marvel e hanno fatto il loro debutto sulle pagine della saga Edge of Venomverse.

## Biografia
Non si sa da quale luogo provengano i Poison, ma da quanto affermato dallo stesso Dottor Strange, questi esseri stavano già dando la caccia ai Klyntar da molto tempo prima che lui stesso si imbattesse nella sua versione del simbionte Venom.
Per contrastare i Poison, Strange iniziò a convocare svariati Venom da altrettante dimensioni, tra cui Capitan America, Wolverine, Uomo Ragno, Ghost Rider e altri, ma col tempo, la maggior parte dei Venom venne sconfitta, uccisa o peggio, lasciando solo uno sparuto gruppo di sopravvissuti guidato dal Cap e da Strange a combattere per la salvezza dei Venom; quasi esaurite le forze, Strange riuscì a trasportare in quella dimensione Eddie Brock, ma subito dopo il suo arrivo, i Poison assalirono il covo dei Venom, dove Poison Hulk uccise brutalmente l'Agente Venom mentre gli altri tentavano di evacuare, mentre Capitan America venne catturato e successivamente trasformato.
Perso anche Deadpool, i Venom tentarono di raggrupparsi, ma vennero nuovamente attaccati dai Poison, che riuscirono ad assimilare anche Spider-Man, trasformandolo in uno di loro.
Grazie a Logan, la Resistenza dei Venom riuscì a guadagnare abbastanza tempo perché Strange potesse evocare Carnage, in modo da usarlo come arma, mentre Poison Deadpool rintracciò i Venom e, nonostante un'iniziale diffidenza verso quest ultimo, i membri della Resistenza capirono che la particolare mente di Deadpool aveva impedito all'Alveare di impadronirsi di lui e, grazie alle informazioni fornite dal Poison, cominciarono a pianificare un contrattacco; persi Ghost Rider e Strange, i Venom decisero di tentare il tutto per tutto con un proditorio assalto alla nave dei Poison nello spazio, sfruttando Carnage e Deadpool per creare il chaos e raggiungere il ponte di comando per far saltare in aria il velivolo.

## Poteri e abilità
I Poison si presentano come dei piccoli esseri dall'aspetto fragile, come se fossero composti da cristalli o ossa, privi di occhi e dotati di quattro arti uncinati. Seppur relativamente innocui per i normali esseri umani, almeno nella loro forma base, i Poison sono assolutamente letali per i Klyntar, in quanto, questi ultimi, se vengono anche solo toccati da un Poison, finiscono per essere consumati da essi; anche se, a quanto pare, i simbionti raggiungono il loro pieno potenziale solo nel momento in cui si legano ai Poison, questi ultimi annientano completamente la volontà del Klyntar, assumendo totale controllo su di esso e assimilandone forma e abilità. Una volta fusi con i loro "ospiti" Klyntar, i Poison ne eliminano quasi ogni debolezza, rendendoli immuni anche al fuoco e agli attacchi di natura sonica, potenziandone contemporaneamente forza, velocità e poteri.
Per poter assimilare un simbionte, i Poison necessitano di un corpo che ospiti il simbionte stesso, sfruttandolo come agente catalizzante e divorandolo nel processo di trasformazione; una volta completato il pasto, il Poison assume per un certo periodo di tempo alcuni tratti della personalità del corpo ospite, sostituendo la sua volontà con una cieca fedeltà verso l'Alveare. Per attirare più facilmente delle possibili prede, la forma base dei Poison è in grado di generare delle illusioni psichiche che riproducono aspetto e voce di persone che potrebbero essere care al bersaglio, spingendolo ad avvicinarsi e a cadere nella trappola mortale (Viene accennato che Moon Knight è caduto preda dei Poison proprio a causa di ciò).
Seppur immuni alla maggior parte degli attacchi di norma efficaci contro i Klyntar, i Poison non sono comunque invulnerabili: durante Edge of Venomverse, attraverso i poteri magici di un Venomizzato Dottor Strange, l'esercito di Venom è stato in grado di trasportare in quella realtà il Carnage di una differente dimensione, la cui follia e il cui tocco si sono dimostrati letali per i Poison, tanto da consentirgli di massacrare facilmente decine di eroi e malvagi mutati, mentre la psiche deviata di un Venomizzato Deadpool è riuscita ad impedire che la mente alveare che collega tutti i Poison prendesse il controllo anche sul mercenario chiacchierone. Curiosamente, i Poison si sono dimostrati particolarmente sensibili ai poteri dell'Anti-Venom, ovvero Flash Thompson, che è stato in grado di uccidere istantaneamente i Poison.